# Josie Gabuco
Josie Gabuco (ur. 30 marca 1987 r. w Puerto Princesa) – filipińska pięściarka, mistrzyni świata i Azji, czterokrotna złota medalistka Igrzysk Azji Południowo-Wschodniej.
W 2008 roku na mistrzostwach świata w Ningbo zdobył brązowy medal w kategorii do 46 kg, przegrywając z Rumunką Steluțą Duțą. Cztery lata później w Qinhuangdao została mistrzynią Azji w kategorii do 48 kg.